# Augustine Thevarparampil
Thevarparambil Kunjachan, rodným jménem Augustine Thevarparambil (1. dubna 1891, Ramapuram – 16. října 1973, tamtéž) byl indický syrsko-malabarský katolický kněz, věnující se pastorační a charitativní činnosti mezi příslušníky marginalizované společenské skupiny nedotknutelných. Katolická církev jej uctívá jako blahoslaveného.

## Život
Narodil se dne 1. dubna 1891 v Ramapuramu v Travankúru (dnešní Kérala v Indii jako syn Ittyho Iype a Eliswy z klanu Thevarparambil, větve rodové linie Kuzhumbil. Základní vzdělání získal na vládou sponzorované škole. Poté nastoupil na střední školu v Mannanamu. Zde se rozhodl pro kněžství.
Po dokončení středoškolského vzdělání se vydal do Changanacherry, aby se zapsal kněžský seminář. Poté, co absolvoval formaci na semináři ve městě Varappuzha byl dne 16. července 1915 vysvěcen na kněze pro eparchii Palai. Svoji primiční mši svatou sloužil ve své rodné farnosti v Ramapuramu, kde poté začal působit. Roku 1923 byl poslán do farnosti v Kadanadu. Roku 1926  se kvůli nemoci musel vrátit do své rodné obce na zotavení. Poté začal v Ramapuramu znovu působit.
Začal misijně působit mezi společenskou skupinou nedotknutelných, kteří nepatřili do žádné kasty a museli žít na prahu chudoby a dělat podřadné práce. Podle místních zvyků s nimi neměl příslušník žádné z kast přijít do styku. Ve své farnosti i v okolí je evangelizoval a bezmála 5000 jich pokřtil. Kromě pastorace zajišťoval také charitativní činnost a snažil se jim navracet lidskou důstojnost. Této činnosti se věnoval po zbytek svého života.
Zemřel po krátké vážné nemoci dne 16. října 1973 v Ramapuramu ve věku 82 let. Jeho hrobka v Ramapuramu se stala cílem mnoha poutníků.

## Úcta
Jeho beatifikační proces započal dne 26. října 1987, čímž obdržel titul služebník Boží. Dne 22. června 2004 jej papež sv. Jan Pavel II. podepsáním dekretu o jejích hrdinských ctnostech prohlásil za ctihodného. Dne 19. prosince 2005 byl uznán zázrak na jeho přímluvu, potřebný pro jeho blahořečení.
Blahořečen pak byl dne 30. dubna 2006 na náměstí před farním kostelem sv. Augustina v Ramapuramu. Obřadu předsedal jménem papeže Benedikta XVI. kardinál Varkey Vithayathil.
Jeho památka je připomínána 16. října. Bývá zobrazován v kněžském oděvu.